# Топорок (река)
Топорок — река в Иркутской области России.

## Гидрография
Протекает по территории Нижнеудинского и Тайшетского районов. Длина — 230 км, площадь водосборного бассейна — 4160 км². Исток — у посёлка городского типа Ук. Впадает в реку Бирюсу в 490 км от её устья по правому берегу. На реке расположены город Алзамай и посёлок городского типа Квиток.
| Средний расход воды (м³/с) реки Топорок по месяцам и за год с 1941 по 1990 гг. (замеры производились на гидрологическом посту в районе города Алзамай в 156 км от устья) |

## Данные водного реестра
По данным государственного водного реестра России относится к Ангаро-Байкальскому бассейновому округу, речной бассейн реки — Ангара, речной подбассейн реки — Тасеева, водохозяйственный участок реки — Бирюса.
Код объекта в государственном водном реестре — 16010200212116200033771.

### Основные притоки (км от устья)
- 174 км: река Косой Брод (лв)
- 186 км: река Алон (пр)
- 194 км: река Замзор (лв)